# 北ドイツ放送
北ドイツ放送（きたドイツほうそう、ドイツ語: Norddeutscher Rundfunk, NDR）は、ハンブルクに本部を置くドイツの公共放送局。ARD加盟9局のひとつ。　

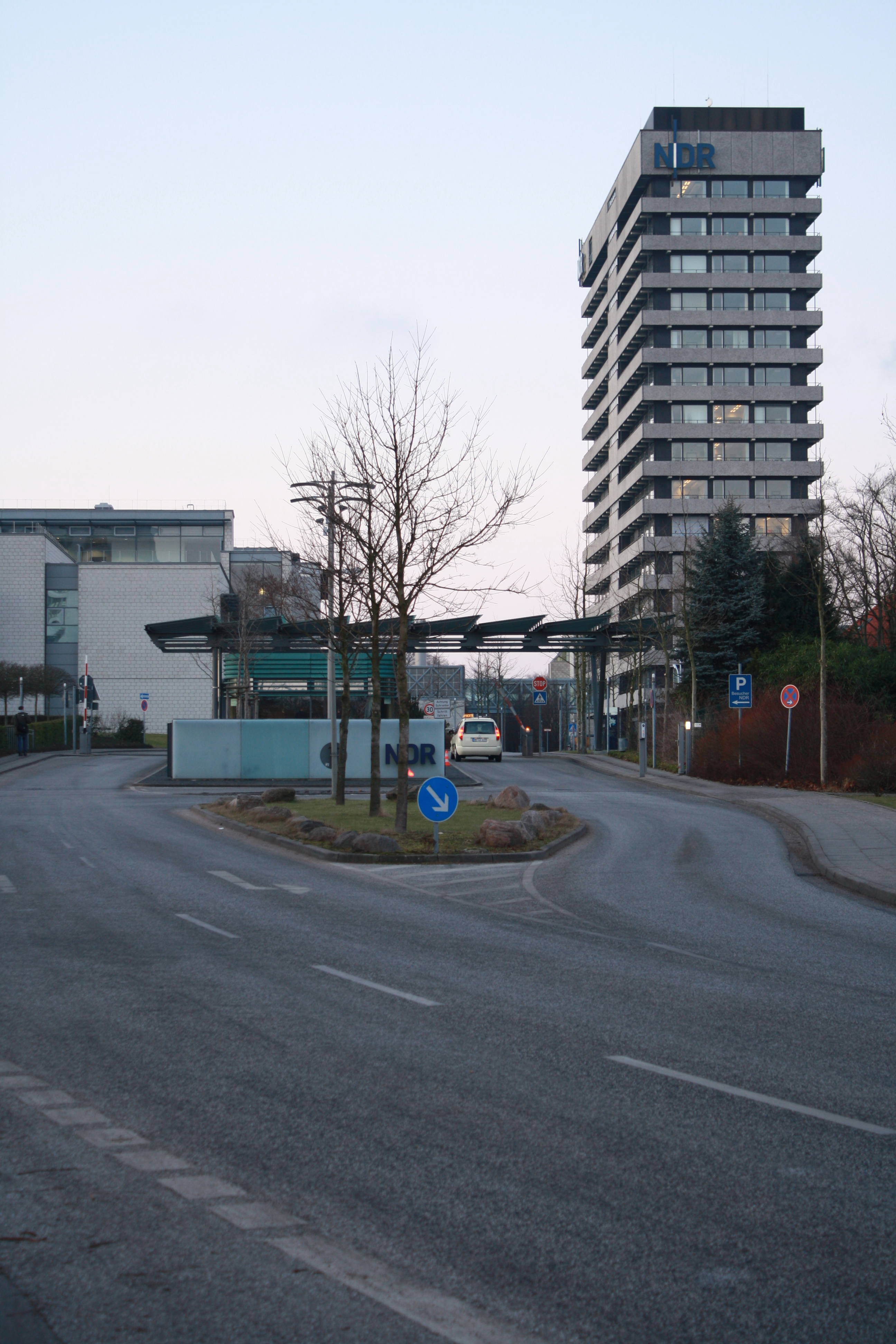
ハンブルクのNDRテレビスタジオ

## 概要
第二次世界大戦前の1924年、ハンブルクに「北部放送株式会社（Nordische Rundfunk AG）」が設立され、1932年には「北ドイツ放送有限会社（Norddeutsche Rundfunk GmbH）」と改称された。しかし1934年にナチス政権によって強制的に統合され、「ハンブルク帝国放送局（Reichssender Hamburg）」となった。
大戦終結前の1945年5月、イギリス軍当局が占領地域において「ラジオ・ハンブルク（Radio Hamburg）」の放送を開始した。その後ドイツが正式に降伏し、同年9月に北西ドイツ放送（Nordwestdeutscher Rundfunk, NWDR）として改めて設立された。
NWDRは連合軍軍政期のイギリス占領地区であったハンブルク市・ニーダーザクセン州・シュレースヴィヒ＝ホルシュタイン州・ノルトライン＝ヴェストファーレン州・西ベルリンを放送地域としていたが、1954年に西ベルリン部分が自由ベルリン放送（SFB、現在のベルリン＝ブランデンブルク放送）として、翌年にはノルトライン＝ヴェストファーレン州部分が西部ドイツ放送（WDR）として分離し、現在の北ドイツ放送となった。それ以来前述の3州のみを放送地域としていた（ニーダーザクセン州に囲まれたブレーメン州にはラジオ・ブレーメンが存在している）が、東西ドイツ統一後に旧東ドイツ国営放送のメクレンブルク＝フォアポンメルン州部分を吸収し、同地域でも放送を開始した。
北ドイツ放送エルプフィルハーモニー交響楽団などのオーケストラ運営も行っている。2011年にはユーロビジョン・ソング・コンテストのホスト放送局を担当した。
ARDのニュース番組である、ターゲスシャウは北ドイツ放送が制作している。

## 支局等
ハンブルクの本局の他に、放送エリアの各州内にスタジオや特派員事務所を置いている。また、ARDの海外ネットワークの一部も担っており、ワシントンD.C.・東京・シンガポールなどに拠点を置いている。

### ニーダーザクセン州
詳細は、Der NDR in Niedersachsen(NDR公式サイト）を参照。
- ブラウンシュヴァイク
- ゲッティンゲン
- リューネブルク
- オルデンブルク
- オスナブリュック
- ハノーファー編集チーム（Hannover-Redaktion)
- エムスラント（特派員事務所）
- クックスハーフェン（特派員事務所）
- ヴィルヘルムスハーフェン（特派員事務所）
- フェヒタ（特派員事務所）
- フェルデン (アラー)（特派員事務所）
- ヴェサーベルクラント（特派員事務所）

### メクレンブルク=フォアポンメルン州
詳細は、Studios in Mecklenburg-Vorpommern(NDR公式サイト）を参照。
- シュヴェリーン
- ロストック
- ノイブランデンブルク

### シュレースヴィヒ＝ホルシュタイン州
詳細は、NDR Studios in Schleswig-Holstein(NDR公式サイト）を参照。
- フレンスブルク
- ハイデ
- キール
- リューベック
- ノルダーシュテット

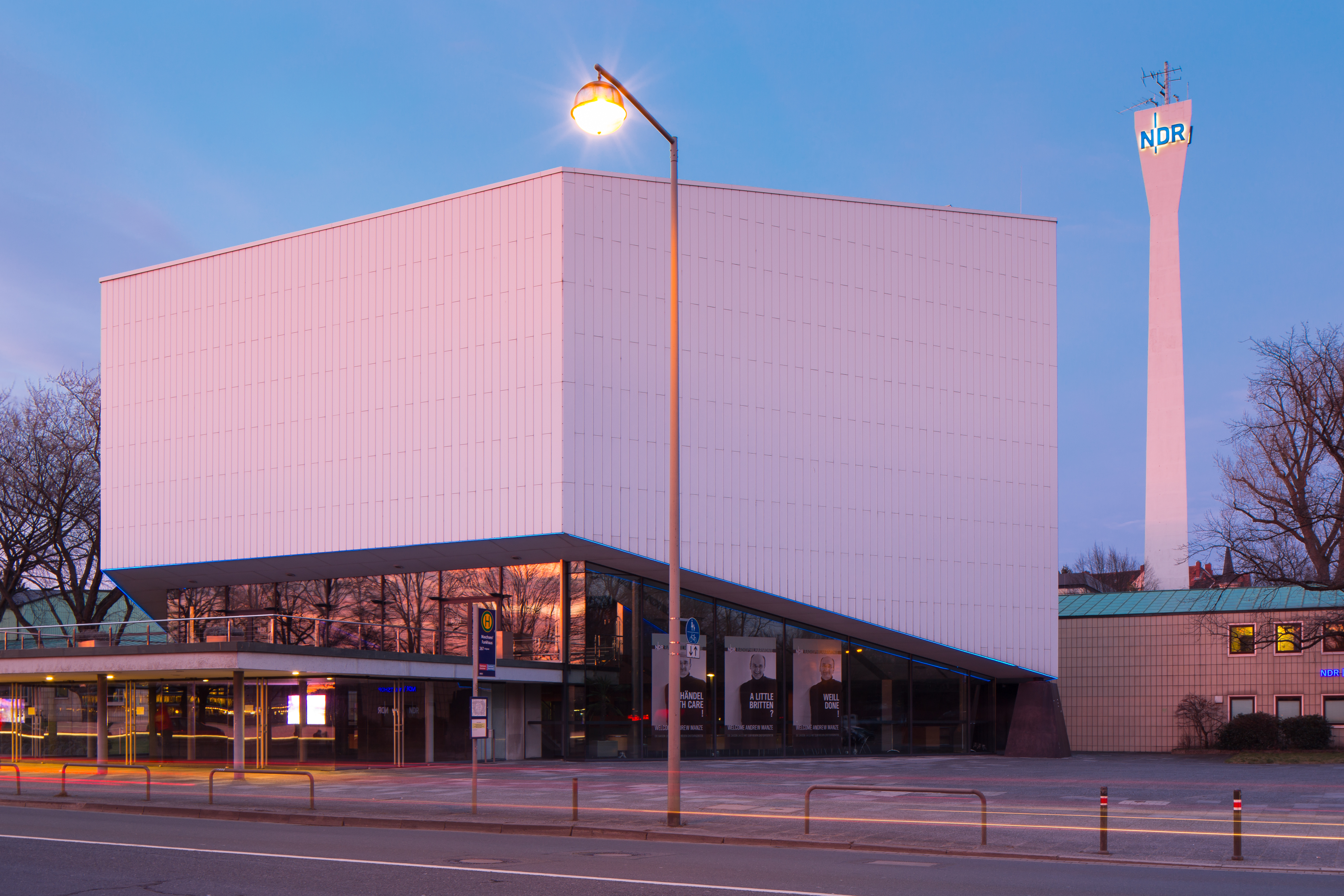
NDRハノーファー放送局
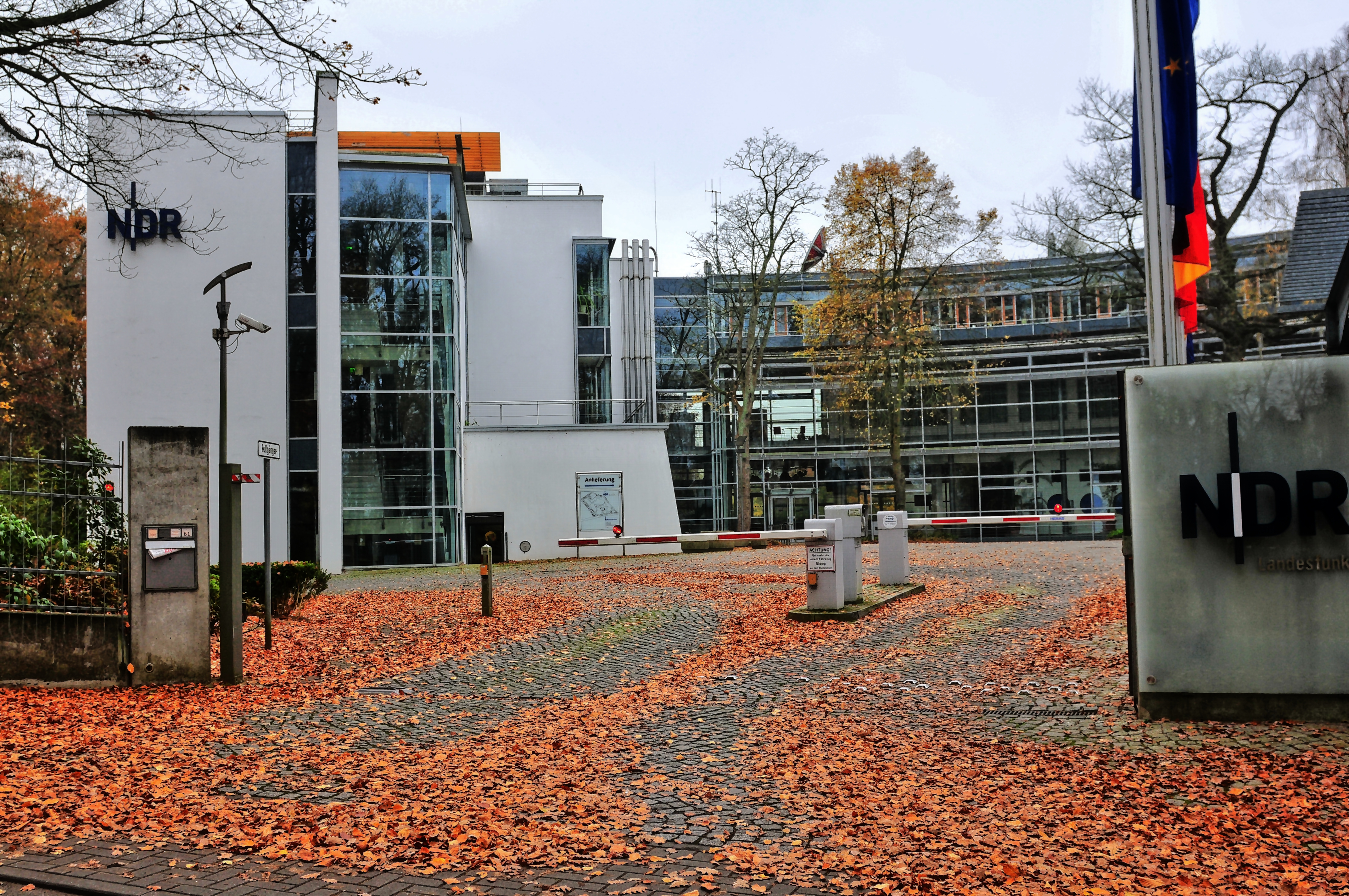
NDRシュヴェリーン放送局
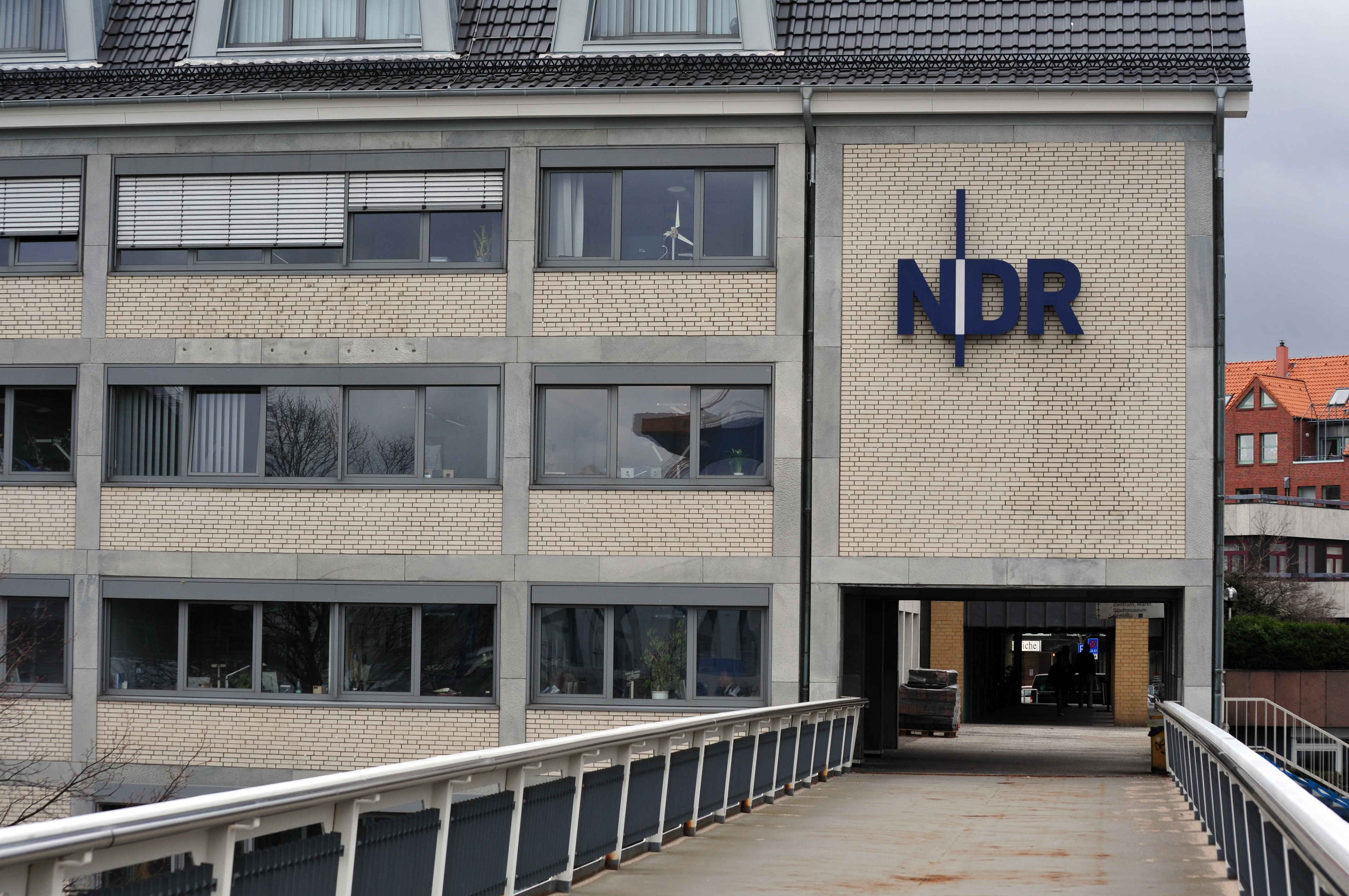
NDRキールスタジオ